# La fabbrica dei soldi
La fabbrica dei soldi è un film del 1965 diretto da Riccardo Pazzaglia, Juan Estelrich e Jean-Claude Roy, costituito da tre episodi.

## Episodi
- Si vende un tram

In un bar di Madrid, il componente di una banda di truffatori, aggancia un campagnolo giunto nella capitale per acquistare una trebbiatrice, e, spalleggiato nella messinscena dai complici, riesce a vendergli un tram cittadino.
- Imbrogli d'amore

Due imbroglioni, Léo e Claude, si imbarcano in una truffa matrimoniale, tramite gli annunci della stampa del cuore, con la complicità attiva di Lucienne. Andrà tutto bene fino al giorno in cui incontreranno un altro truffatore e sua figlia.
- La morte in affitto

Napoli. Raffaele Caccamo, per tirare a campare fa credere a tutti di essere affetto da un brutto male. Cominciano così ad arrivare soldi da ogni parte, ed una volta scoperto, tenta di farsi passare come miracolato.

## Produzione
L'episodio Si vende un tram è un cortometraggio distribuito in Spagna nel 1959 dal titolo Se vende un tranvía, inedito in lingua italiana; in questa pellicola ne sono stati eliminati una decina di minuti.
La storia dell'episodio italiano è tratto da una vicenda realmente accaduta a Napoli. Gli esterni sono stati girati in Vico Cimitile, nella stessa Napoli.